# Gangster von Chicago
Gangster von Chicago ist ein US-amerikanischer Kriminalfilm aus dem Jahr 1950 von Sam Newfield mit Jim Davis und Marcia Mae Jones in den Hauptrollen. Der Film noir wurde von Lippert Productions, Inc  produziert.

## Handlung
Der Kraftfahrer Joe Harper will in einer regnerischen Nacht einem liegengebliebenen Auto zur Hilfe kommen. Er steigt aus seinem Lastwagen aus und wird von zwei Männern, Matt und Killer, niedergeschlagen. Als Joe wieder zu sich kommt, ist sein Lastwagen verschwunden. Er erstattet seinem Disponenten Stephen Clark Bericht. Der Versicherungsagent Digbey hegt den Verdacht, dass Joe, der auf Bewährung aus dem Gefängnis entlassen wurde, etwas mit der Sache zu tun hat. Joe sucht seinen Bewährungshelfer Arthur Kent auf und trifft dort auf seine Frau Jean, mit der er zerstritten ist. Trotz aller Streitigkeiten will sie wieder zu ihm zurück. 
Clark arbeitet mit den Dieben zusammen. Er informiert den Bandenchef Hagen, dass seine Spedition den Auftrag hat, eine Ladung exklusiver Pelzmäntel nach San Francisco zu transportieren. Nachdem auch diese Fracht gestohlen wurde, ist sich Digbey sicher, dass jemand innerhalb der Spedition Hinweise gibt. Clark beauftragt Joe, die mittlerweile auf einem anderen Lastwagen befindlichen Mäntel zu einem anderen Ziel in San Francisco zu bringen. Die Polizei hat den verschwundenen Lastwagen jedoch gefunden und Straßensperren errichtet. Auch Joe wird angehalten und soll eine der Kisten auf der Ladefläche öffnen. Da die Mäntel unter anderen Waren versteckt sind, werden sie nicht gefunden und Joe kann weiterfahren. Nachdem er die Mäntel abgeliefert hat, übernimmt Joe für die Rückfahrt eine Ladung Whisky.
Digbeys Untersuchungen machen Clark nervös. Er sagt Hagen, dass er aussteigen will. Hagen droht ihm, dass sich Matt und Killer mit ihm beschäftigen werden, sollte er nicht noch einen Hinweis geben. Clark erzählt Hagen von Joes Whiskyladung. Joe hält an einer Raststätte, um seine Thermosflasche aufzufüllen. Dabei gerät er mit einem Mann in Streit, der für Matt arbeitet. Während der Mann Joe ablenkt, gibt Matt Schlafmittel in die Thermosflasche. Joe fährt weiter, gefolgt von Matt und seinen Männern. Nachdem er von seinem Kaffee getrunken gab, schläft Joe ein und kommt von der Straße ab. Matt und seine Männer übernehmen den Lastwagen.
Am nächsten Tag gibt Joe gegenüber dem Besitzer der Spedition an, dass er, bevor er bewusstlos wurde, Stimmen gehört habe, die er wiedererkennen würde. Man hält Joe jedoch für einen Komplizen, woraufhin er kündigt. Clark warnt Matt, dass Joe seine Stimme gehört hat. Matt schickt ein paar Männer zu Joe, die ihn zusammenschlagen und einen der Pelzmäntel in seinem Appartement deponieren. Joe realisiert, dass nur der Spediteur, Digbey und Clark wissen, dass er die Stimme gehört hat. Er hat Clark in Verdacht und bricht in dessen Appartement ein, um nach Hinweisen zu suchen. Er ist erfolglos und muss seine Suche abbrechen, als Clark heimkommt. Dann erfährt er, dass man einen Pelzmantel bei ihm gefunden und Jane in Gewahrsam genommen hat.
Joe sucht die Raststätte auf und stößt dort auf Matt, der gerade einen weiteren Raub vorbereitet, und erkennt seine Stimme. Diesmal klappt der Trick mit dem Schlafmittel nicht, da der Fahrer seine Thermosflasche zerbricht. Joe versteckt sich hinter dem Reserverad, als der Fahrer losfährt. Kurz darauf wird der Lastwagen gestoppt und Matt bedroht den Fahrer mit einer Waffe. Matt und seine Männer übernehmen den Lastwagen, weichen einigen Straßensperren aus und fahren zu einem Lagerhaus. Joe schleicht in ein Büro und alarmiert die Polizei. Dabei wird er von Matt überrascht. Es kommt zu einem Kampf. Einer der Diebe will mit dem Lastwagen fliehen und überfährt Matt. Die Polizei erscheint und kann die übrigen Gangmitglieder festnehmen. Auch Clark und Hagen werden verhaftet. Joe bekommt Clarks Stelle als Disponent.

## Produktion

### Hintergrund
Gedreht wurde der Film von Ende April bis Anfang Mai 1949 in den Universal-Studios in Universal City.

### Stab
Frank Paul Sylos oblag die künstlerische Leitung. 

### Besetzung
In einer kleinen, nicht im Abspann erwähnten Nebenrolle trat Johnny Indrisano auf.

## Veröffentlichung
Die Premiere des Films fand am 7. Juli 1950 statt. In der Bundesrepublik Deutschland kam er am 4. Dezember 1953 in die Kinos.

## Kritiken
Das Lexikon des internationalen Films schrieb: „Harmloser, aber sympathischer Low-Budget-Film mit angemessenen Spannungselementen.“